# Bathycongrus parapolyporus
Bathycongrus parapolyporus és una espècie de peix pertanyent a la família dels còngrids.

## Descripció
- La femella pot arribar a fer 34,8 cm de llargària màxima.
- Nombre de vèrtebres: 158–160.[4]

## Hàbitat
És un peix marí, bentopelàgic i de clima tropical (10°N-18°S, 174°W-109°E).

## Distribució geogràfica
Es troba a l'oceà Pacífic: illa de Lakeba (Fiji) i la costa sud-oriental del Vietnam.

## Observacions
És inofensiu per als humans.